# Magda Apanowicz
Magda Apanowicz (Vancouver, 8 november 1985) is een Canadees actrice van Poolse afkomst. Ze is best bekend van haar rollen als Andy Jensen in de Amerikaanse televisieserie Kyle XY en Lacy in Caprica.